# Cordula Hamacher
Cordula Hamacher (* in Berlin) ist eine deutsche Jazzmusikerin (Saxophon, Flöte, Komposition) und Fotografin.

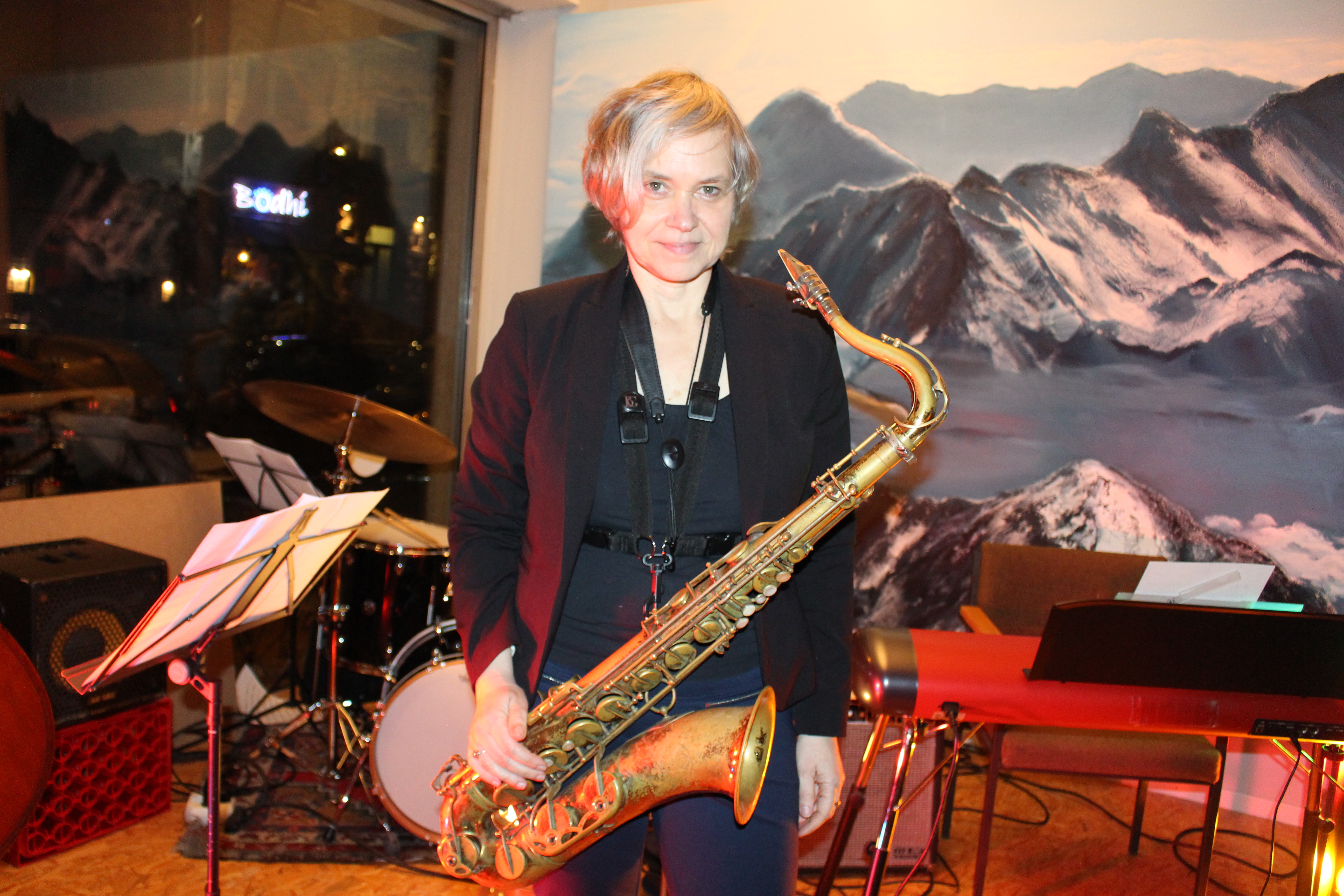
Saxofonistin Cordula Hamacher (2023)

## Leben und Wirken
Cordula Hamacher, die im nordrhein-westfälischen Ratingen aufgewachsen ist, vereint in ihrer eigenständigen Stilistik als Tenor- und Sopransaxophonistin das ganze Spektrum moderner und modernster Entwicklungen mit einem festen Bezug zu den Hardbop-Wurzeln. Sowohl in ihrem warmen, samtig-sonoren, wie von innen heraus strahlenden Ton als auch in der noch so komplexen Struktur ihrer Arbeit als Komponistin und Bandleaderin bleiben beide Charaktere stets präsent. Oft ziehen Rezensenten bei der Schilderung ihres Saxophonspiels Vergleiche zu robusten Stilisten wie Dexter Gordon, Archie Shepp oder Clifford Jordan, bei dem sie – so der Kritiker Georg Spindler „in die Schule der rauen Herzlichkeit gegangen“ zu sein schien.
In die Jazzsaxophon-Schule ging Cordula Hamacher indessen per Studium bei Heinz-Dieter Sauerborn in Frankfurt am Main und Prof. Jürgen Seefelder in Mannheim. Dem folgte ein Kompositionsstudium bei Prof. Christoph Cech in Linz (Österreich), bei dem sie das Rüstzeug nicht nur für ihre breit gefächerte Arbeit als Theatermusikerin erwarb, sondern auch für ihre eigenen Bandprojekte, in denen sich Improvisation und auskomponierte Parts oft überraschend abwechseln.
Cordula Hamacher, die in Mannheim und Saarbrücken lebt und am Mannheimer Johann-Sebastian-Bach-Gymnasium als Saxophon- und Klarinettendozentin tätig ist, leitet die Formationen Cordula Hamacher Quartett (Debütalbum Connected) und Cordclub (u. a. Cordomatic). Sie wirkte schon seit Frankfurter Studienzeiten und seitdem von den genannten Wohnsitzen aus mit namhaften musikalischen Partnern wie etwa John Schröder, Anke Helfrich, Zoran Terzić (u. a. Duo Zoco) oder auch der Pianistin Ju-Hee Oh (Jazz Meets Classic). Zu ihren ständigen Bandprojekten zählen ferner das Mannheimer Jazzorchester Kicks `n`Sticks, das Frankfurter Trio Feinherb mit Kuno Wagner (perc) und der Gitarristin Katrin Zurborg. 2020 übernahm sie außerdem die Leitung der Big Band Windmachine der Universität des Saarlandes.
Ihr Wirken als Bühnen- und Theatermusikerin umfasst Projekte für das Stadttheater Heilbronn, Stadttheater Heidelberg, Staatstheater Karlsruhe, Staatstheater Darmstadt, Württembergische Landesbühne Esslingen, Freilichtspiele Schwäbisch Hall, Deutsches Theater München und Capitol (Mannheim). Zu den Produktionen zählten u. a. The Rocky Horror Show, Free As a Bird - John Lennon, The Times There Are a Changin - Ein Abend über Bob Dylan, Die Chinesische Nachtigall sowie Elektra.
Auftritte mit dem Kulturprojekt Quattrologe führte sie sie durch Russland und Deutschland. Seit 2018 ist sie Mitkuratorin bei der Konzertreihe HÖRsPORT im Port25 – Raum für Gegenwartskunst im Mannheimer Jungbusch. Neben ihrer musikalischen Tätigkeiten ist sie auch als Fotografin tätig. 2020 zeigte sie ihre Arbeiten im Rahmen des Fotofestivals OFF/FOTO. Sie lebt in Saarbrücken und Mannheim.

## Diskographische Hinweise
- 2000: Duke Ellingtons Sacred Concert, Konzertmitschnitt vom 31. Oktober 1999 mit dem Kammerchor Darmstädter Kantorei und der Darmstädter Bigband; Metalimbo Records (Efa)
- 2004: Open Your Eyes, Kicks'n Sticks (Big Band); Rodenstein Records
- 2005: Cordomatic, Cordclub mit Cordula Hamacher (Tenor- & Sopransaxophon, Flöte), Steffen Stütz (Rhodes), Dietrich Bechtel (Bass), Wolfgang Disch (Drums) und Gästen: Jan Ehlers, Claus Kiesselbach, Tilman Bruno, Matthias Dörsam; Konnex Records
- 2010: Hard Cord The Easy Way, Cordclub mit Cordula Hamacher (Tenor- & Sopransaxophon, Flöte), Steffen Stütz (Rhodes), Dietrich Bechtel (Bass), Wolfgang Disch (Drums) und Gast: Martin Sebastian Schmitt; Cord Records
- 2009: Connected: Cordula Hamacher Quartett mit Cordula Hamacher (Tenor- & Sopransaxophon), Zoran Terzić (Piano), Johannes Fink (Bass), John Schröder (Schlagzeug); jazzwerkstatt
- 2017: Abstract Truth: Cordula Hamacher Quartett mit Cordula Hamacher (Tenor- & Sopransaxophon), Zoran Terzić (Piano), Johannes Fink (Bass, Cello), John Schröder sowie Jan Leipnitz (Schlagzeug); Cord Records
- 2017: Das was bleibt, Kicks'n Sticks (Big Band); Neuklang Records
- 2017: wait a minute, Feinherb mit Katrin Zurborg (Gitarre), Cordula Hamacher (Tenor- & Sopransaxophon), Kuno Wagner (Drums); Cord Records

Als Gastmusikerin:
- 2006: water the flowers, Nekta; Infracom
- 2009: storybook, Nekta; Infracom